# Episodi di In silenzio
Le puntate della miniserie televisiva spagnola In silenzio sono state distribuite sulla piattaforma streaming Netflix il 19 maggio 2023.
| nº | Titolo originale | Titolo italiano | Pubblicazione Spagna | Prima TV Italia |
| -- | ---------------- | --------------- | -------------------- | --------------- |
| 1  | Episodio 1       | Episodio 1      | 19 maggio 2023       | 19 maggio 2023  |
| 2  | Episodio 2       | Episodio 2      | 19 maggio 2023       | 19 maggio 2023  |
| 3  | Episodio 3       | Episodio 3      | 19 maggio 2023       | 19 maggio 2023  |
| 4  | Episodio 4       | Episodio 4      | 19 maggio 2023       | 19 maggio 2023  |
| 5  | Episodio 5       | Episodio 5      | 19 maggio 2023       | 19 maggio 2023  |
| 6  | Episodio 6       | Episodio 6      | 19 maggio 2023       | 19 maggio 2023  |

## Episodio 1
- Titolo originale: Episodio 1
- Diretto da: Gabe Ibáñez
- Scritto da: Aitor Gabilondo, Joan Barbero & Iñaki González

### Trama
Una ragazza sta pedalando in bicicletta in un elegante quartiere di Bilbao, quando improvvisamente assiste alla caduta di un uomo e una donna da un balcone. A spingerli sembra sia stato il figlio, Sergio Ciscar, che barcollando raggiunge la cameretta della sorella minore Noa, dicendole che adesso è tutto finito.
Sei anni dopo. Sergio viene scarcerato con sei mesi di anticipo e dovrà scontare il resto della condanna in libertà vigilata nello stesso appartamento in cui ha ucciso i genitori, di cui adesso è diventato proprietario. Da quando si sono verificati i fatti sei anni prima, Sergio si è rinchiuso in uno strano mutismo che la psicologa forense Ana Dussuel, a capo di uno speciale programma di monitoraggio comportamentale, vuole infrangere per riuscire a fare luce su un caso enigmatico che continua a tormentarla. Ad Ana viene affiancato il vicecommissario Cabrera che sorveglierà sulla sicurezza dell'intero progetto. La prima persona a suonare al campanello di Sergio è Natanael, un pastore evangelico che assieme alla moglie Silvia dirige un ente religioso che si propone di recuperare persone problematiche impiegandole in una serra. È qui che il tribunale ha stabilito che il ragazzo dovrà lavorare, con la stessa mansione da lui egregiamente svolta in prigione e che gli è valsa la scarcerazione anticipata. Sergio viene preso di mira da Mikel, un lavoratore della serra con problemi mentali che non tollera l'idea di lavorare con un detenuto reo di aver ucciso i genitori. Mikel insegue Sergio, tornato nella serra a fine turno per recuperare una croce regalatagli da Natanael, con la chiara intenzione di fargli del male, ma non lo trova e sviene a causa del gas di disinfestazione.
Rientrato a casa dal primo giorno di lavoro Sergio trova ad aspettarlo Marta, una ragazza con cui si era messo in contatto durante la carcerazione, che gli consegna un numero di telefono. L'intestataria del numero risulta essere Noa, la sorella di Sergio, con cui egli non è più in contatto dall'epoca degli omicidi. Ana va a prelevare Marta, fingendosi una cliente del negozio in cui la ragazza lavora come commessa, portandola nel quartier generale da cui la psicologa e il suo team spiano Sergio. Marta soffre di Ibristofilia, un'attrazione sessuale per i criminali come Sergio, nonostante sia fidanzata con un giovane ben sistemato di nome Eniko. Ana intende avvalersi della collaborazione di Marta per avvicinarsi a Sergio e cercare di distruggere il muro che ha eretto nei confronti del mondo esterno. Marta accetta la sfida, bussando alla porta di Sergio.

## Episodio 2
- Titolo originale: Episodio 2
- Diretto da: Gabe Ibáñez
- Scritto da: Aitor Gabilondo, Joan Barbero & Iñaki González

### Trama
Sergio fa entrare Marta nel suo appartamento e inizia ad aprirsi con lei, poiché il suo mutismo vale soltanto nei confronti delle autorità, mentre al contrario con tutte le altre persone parla tranquillamente. Dal dialogo tra Sergio e Marta si scopre che la loro conoscenza è dovuta al fatto che la ragazza sia stata l'insegnante di pianoforte di Noa. Sergio mostra a Marta le numerose lettere ricevute da "ammiratrici" come lei, spiegandole di preferirla alle altre proprio per il comune legame con Noa; Sergio chiede il suo aiuto per rintracciare la sorella. Marta lascia l'appartamento dopo non aver risposto a una telefonata di Eneko, sconfortando Ana che sperava di carpire qualche segreto in più da Sergio.
Natanael assegna a Sergio il compito di contattare i parenti che gli sono rimasti per scusarsi con loro. Sergio comincia dalla zia, scoprendo che ha dato Noa in affidamento perché lei non era in grado di occuparsene. Mikel è un agente sotto copertura infiltrato tra i lavoratori della serra per tastare i nervi di Sergio. Ana sprona Marta a essere più incisiva nello scandagliare la mente di Sergio, cercando di recuperare il cellulare di Noa che potrebbe offrire loro nuove informazioni. Marta passa a trovare Eneko nell'agenzia immobiliare in cui lavora, lasciandolo perplesso per la sua evasività; successivamente Eneko vede la fidanzata in compagnia di Sergio e le ordina di stargli lontana. Natanael vuole che Sergio si scusi anche con i genitori defunti, avvertendolo che non gli restano moltissimi amici e quindi deve cominciare a valorizzare quei pochi rapporti ancora esistenti. Sergio bacia Marta davanti a Eneko, rivelandogli così la loro "relazione". Marta non vuole far soffrire Eneko, ma Ana ribadisce che prima di andare a convivere con lui dovrà completare il lavoro con Sergio.
Marta chiede a Sergio il telefono di Noa per poter vedere altri video, dato che la ragazzina filmava tutti gli eventi della loro vita familiare. Ubriaco e roso dalla gelosia, Eneko inizia a tirare sassi contro il portone d'ingresso del palazzo di Sergio, poi suona il campanello per affrontare il rivale in amore. Mentre Sergio scende ad accogliere la sfida, Ana invita Marta ad approfittarne per scaricare i video dal cellulare di Noa. Ana si accorge che Eneko è venuto con altri quattro ragazzi per pestare Sergio, ma lascia che venga picchiato per dare il tempo ad Ana di scaricare tutti i filmati. Ana subisce gli sguardi di disappunto del proprio team per questa sua decisione.

## Episodio 3
- Titolo originale: Episodio 3
- Diretto da: Esteban Crespo
- Scritto da: Aitor Gabilondo, Anna Casado & Mónica Ovejero

### Trama
Il vicecommissario Cabrera arresta Sergio per disturbo della quiete pubblica, attribuendogli la responsabilità della rissa con il branco di Eneko. Ana chiede conto delle ragioni di questa decisione, ma si sente rispondere che il ragazzo è sotto indagine per un ulteriore crimine avvenuto tre anni prima. Natanael difende pubblicamente Sergio, auspicandone il rilascio e organizzando una manifestazione della comunità evangelica alle porte della prigione. Visionando uno dei filmati recuperati dal cellulare di Noa, Ana ha notato una strana fialetta appoggiata sul comodino di Sergio. Marta inveisce su Eneko per aver sporto denuncia contro Sergio, sentendosi rispondere che ha dovuto agire in questo modo per impedire che il suo nome fosse infangato dalla relazione tra la sua ragazza e un criminale. Ana accusa Cabrera di aver arrestato Sergio per sabotare il suo progetto che, secondo lei, stava funzionando.
Sergio complica ulteriormente la propria posizione, aggredendo il direttore del carcere per averlo corteggiato. Ana apprende che durante la detenzione Sergio non ha mai assunto farmaci insoliti. Marta inizia a ricevere messaggi dai suoi contatti che la insultano per la storia con Sergio, mentre Eneko va a parlare con la madre della ragazza per invitarla a far cambiare idea alla figlia. Natanael riceve sul cellulare il filmato dell'aggressione subita da Sergio, dove si scopre che è stato il branco di Eneko a iniziare la rissa. Cabrera si incontra con un uomo importante, evidenziando come sia un poliziotto corrotto il cui unico obiettivo è quello di tenere Sergio in prigione. Natanael mostra il filmato a Eneko, costringendolo a ritirare la denuncia contro Sergio che viene quindi rilasciato. Eneko prova a riconciliarsi con Marta, spiegandole di aver agito unicamente per il suo bene. Sergio rimprovera Marta di non averle risposto mentre era in stato di fermo, oltre al fatto che l'ha vista a bordo della macchina di Eneko. Ana riguarda il filmato di Sergio, la cui versione precedente a un certo punto si bloccava, dove la madre Blanca lo insulta con epiteti molto pesanti che gli provocano una crisi epilettica, studiandolo poi come fosse una cavia e dichiarando che si tratta di una reazione a un certo farmaco.
Sergio confessa a Marta che la madre lo torturava, tenendolo rinchiuso e dandogli dei farmaci per provare a cambiarlo. Mentre osserva Sergio e Marta fare l'amore, Ana si masturba immaginandosi al posto della ragazza. Terminato l'amplesso, Marta rivela a Sergio che lo stanno monitorando.

## Episodio 4
- Titolo originale: Episodio 4
- Diretto da: Esteban Crespo
- Scritto da: Aitor Gabilondo, Joan Barbero & Iñaki González

### Trama
Sergio sale sulla macchina di Mikel e gli intima di interrompere i pedinamenti, avendolo riconosciuto come l'uomo che lo seguiva in metropolitana. Ana punta il dito contro Marta, responsabile di aver detto la verità a Sergio, paventando possibili conseguenze qualora il progetto su cui ha così tanto investito dovesse naufragare. Ana comunica alla sua equipe che il loro lavoro per il momento continua, dato che Sergio pensa di essere pedinato dalla polizia e non da un team di scienziati. Individuata dai colleghi come principale problema per il suo eccessivo coinvolgimento, Ana ribadisce che devono riuscire a fare luce sugli eventi che hanno condotto il ragazzo a uccidere i genitori e scontare sei anni in carcere. Natanael si schiera dalla parte di Sergio, il quale gli ha confidato le ultime scoperte, non volendo permettere a nessuno di interferire con il suo percorso di rinascita spirituale.
Un attacco informatico manda k.o. il quartier generale di Ana. Lei e Mikel sospettano di Cabrera, convinto al contrario della psicologa che Sergio vada semplicemente tenuto sotto controllo e non aiutato a curare i suoi demoni. Ana incontra un collega di Blanca, scoprendone di più sui farmaci che si procacciava grazie al marito rappresentante farmaceutico per testarli sul figlio ribelle. Perlustrando l'appartamento di Sergio alla ricerca di prove, Ana si addormenta nella camera oscura adiacente alla camera da letto del ragazzo che ha l'impressione di sentire qualcosa oltre lo specchio. Quando tornano in funzione gli apparecchi informatici, le telecamere riprendono Ana mentre è intenta a uscire da casa di Sergio. Il ragazzo viene avvicinato in strada dal padre di Marta, contrario alla sua relazione con la figlia, e per scansarlo ne provoca involontariamente la caduta. Ana viene accusata dalla fidata assistente Greta di essere ossessionata da Sergio, nonostante la pista della sperimentazione dei farmaci sia piuttosto promettente. Nel frattempo, un filmato del rapporto sessuale tra Sergio e Marta è diventato virale.
Natanael ha organizzato una conferenza stampa per dare a Sergio l'occasione di invocare il ritorno di Noa. Gli eventi prendono tuttavia una piega inaspettata: Sergio accusa il predicatore di voler lucrare sulla sua storia e, al culmine dell'alterco che ne consegue, minaccia di colpirlo con una pala. Alla fine desiste, dissuaso anche dal fatto di essere ripreso dalle telecamere dei giornalisti presenti in loco. Marta ringrazia Eneko per aver portato suo padre in ospedale dopo la caduta, accettando l'invito a unirsi alla sua compagnia e ignorando una concomitante telefonata di Sergio. Rientrata a casa, Ana è rimproverata dal marito per essersi dimenticata il compleanno della figlia adottiva, vale a dire Noa.

## Episodio 5
- Titolo originale: Episodio 5
- Diretto da: Aitor Gabilondo & Gabe Ibáñez
- Scritto da: Aitor Gabilondo, Anna Casado & Mónica Ovejero

### Trama
Cabrera notifica a Sergio la diffida a non commettere ulteriori reati, pena l'immediato ritorno in carcere. Il vicecommissario contatta Greta, ricordandole il loro accordo secondo il quale, una volta che Sergio finirà di nuovo in prigione, il progetto di Ana verrà smantellato e lei prenderà il suo posto. Eneko mostra a Marta un appartamento che, se lo vorrà, diventerà la loro casa. Ana vuole essere più partecipe nella vita familiare, così si assenta dal lavoro per andare a un colloquio con l'insegnante di Noa. Questa riferisce che ultimamente la ragazza appare deconcentrata e il suo rendimento scolastico è peggiorato, circostanza imputata alla scarcerazione di Sergio; Ana reagisce male alla proposta dell'insegnante di far seguire Noa dallo psicologo della scuola. Sergio chiede alla zia Blanca il numero di telefono di Noa in cambio della rinuncia a ogni pretesa sull'eredità del nonno.
Greta scova una cimice di Cabrera sotto la scrivania di Ana. Quest'ultima confida al marito che il suo progetto è giunto a un punto di stasi, ragion per cui l'unico modo di superare l'impasse è coinvolgere Noa. Il marito è però stanco della sua ossessione nei confronti di questo caso: quando Sergio era in carcere Ana si era finta Cristina, un'ammiratrice che gli scriveva lettere amore. Marta scopre che è stato Eneko a diffondere il video hard, dove peraltro il protagonista era lui e non Sergio. Quest'ultimo intanto si introduce nella serra di Natanael per togliere la cavigliera della polizia e poter essere libero di andare a cercare Noa. Natanael, visibilmente alterato dall'alcol, lo scopre ma Sergio riesce a immobilizzarlo con l'aiuto di Arantxa, una ragazza problematica impiegata nella serra. Quindi è Silvia ad offrire a Sergio il furgone con cui poter fuggire. A questo punto è palese che Natanael è in realtà una persona meschina; colte da rabbia e risentimento sia Silvia che Arantxa lo colpiscono ripetutamente fino a causarne la morte. Sergio manda un messaggio al numero ricevuto dalla zia, ma Noa si sta esibendo in un saggio scolastico e a leggerlo è Ana. Greta scova il nome del farmaco che veniva somministrato a Sergio.
Marta si sta dirigendo verso casa di Sergio. Quando suona il campanello, il ragazzo si trova però davanti Ana che si presenta come la madre di Noa.

## Episodio 6
- Titolo originale: Episodio 6
- Diretto da: Gabe Ibáñez
- Scritto da: Aitor Gabilondo, Joan Barbero & Iñaki González

### Trama
Ana rivela a Sergio che in passato ha collaborato con sua madre ed è sua intenzione farlo incontrare con Noa una volta che avrà capito le sue reali intenzioni. Il marito di Ana non ha però alcuna intenzione di acconsentire all'ingresso di Sergio nella loro vita familiare. Natanael viene trovato morto nella sua serra, ucciso da una delle lavoranti, ma la polizia intende affibbiare il delitto a Sergio per poterlo rispedire in prigione. Ana mostra a Sergio la camera oscura da cui sua madre lo studiava. Mentre si sta baciando con Ana, suona il campanello e Sergio si precipita alla porta, convinto che sia Noa, mentre invece è Marta; la ragazza gli rivela che Ana è la psichiatra che lo ha studiato e spiato per tutto questo tempo. Sergio rimuove quasi tutte le telecamere nascoste, restringendo notevolmente il campo visivo del quartier generale, mentre Cabrera spinge per intervenire.
Nell'appartamento di Sergio arriva anche Eneko. Sergio minaccia di uccidere Marta se non gli verrà portata subito Noa; Eneko interviene per salvare la fidanzata e Ana impedisce a Sergio di commettere ulteriori pazzie. Usciti dall'appartamento, Eneko propone a Marta di lasciare tutto alle spalle e ricominciare, ma la ragazza non è dello stesso parere e se ne va. Mikel confessa ai superiori di essere stato corrotto da Cabrera per manomettere gli hard disk e rimuovere le prove relative ai farmaci somministrati a Sergio. Quest'ultimo, nel frattempo tranquillizzatosi, racconta ad Ana che sua madre voleva somministrare i farmaci anche a Noa, così ne parlò con il padre che pretese l'immediata interruzione dell'esperimento; di fronte all'ostinato rifiuto della moglie, si scatenò una violenta lite culminata con la donna precipitata dal balcone a causa del marito, il quale a sua volta decise di buttarsi per farla finita. Sergio si è quindi preso la colpa delle morti, contando sul fatto che essendo minorenne sarebbe tornato presto in libertà. A sua volta, Ana confida di aver perso un figlio durante la gravidanza, motivo per cui si è molto legata al caso di Sergio. Noa, che ha ascoltato l'intera conversazione dal quartier generale, decide che deve raggiungere Sergio e la madre adottiva.
Noa abbraccia Sergio, dopodiché ammonisce il fratello di non aver raccontato la verità. Quella sera infatti Sergio si rifiutò di prendere le medicine e ferì la madre con un taglierino e la aggredì fisicamente, poiché l'interruzione del trattamento gli aveva provocato una rabbia inusitata. È stato Sergio a far cadere la madre dal balcone, dopodiché ha fatto lo stesso con il padre; Noa ha assistito a tutta la scena, tornando in camera prima che Sergio arrivasse a rassicurarla che da quel momento sarebbe andato tutto bene. Noa incolpa Sergio di aver ucciso i genitori, ritenendo che la terapia somministrargli dalla madre fosse corretta, e affermando che è venuta lì solamente per Ana. Costei però continua a dirsi innamorata di Sergio e non intende lasciarlo. Cabrera è felice per l'arrivo della polizia, ma scopre che è lui l'arrestato. Sergio chiede ad Ana di seguirlo sul balcone, dal quale uno dei due precipita. Non è chiaro chi sia dato che la scena viene vista (sfocata e in pessima risoluzione) attraverso una delle telecamere in precedenza manomesse da Sergio.